# مركز إبداع الثقافي
مركز إبداع الثقافي أو جماعة مركز إبداع للفنون هو معرض ثقافي فني بمحافظة القطيف في المملكة العربية السعودية، أسسه عبد العظيم الضامن عام 1415م/1995م. يحوي المركز مرسمَ إبداع لتدريب الموهوبين والذي أنشئ عام 1417هـ ويعمل المركز أيضاً على تنظيم معارضاً جماعيةً وشخصيةً تزيد عن 150 معرضاً، وأصدر أكثر من 220 مطبوعة. كما استضاف معارض محلية وعربية متنوعة ومختلفة. ومن أهم المعارض التي نظمها المركز: مهرجان الإبداع لفنانين المنطقة الشرقية في مجمع الواحة ومجمع الحياة بلازا بالدمام، ومعرض إبداع الغد بمجمع الجمعة سنتر بالخبر. أطلق المركز بادرة منتدى إبداع الثقافي، الذي بدأ منذ العام 2007م، والمقام شهرياً، وأطلق المركز جائزة إبداع للشباب عام 2002م، ثم ملتقى تواصل الثقافي، الذي ابتدأ منذ العام 2008م بهدف التواصل مع شعوب العالم فضلاً عن ملتقى المحبة والسلام الذي انطلق في العام 2005م بغية نشر ثقافة المحبة والسلام.

## الأهداف
وضّع المركز 3 أهداف له:
- الارتقاء بالوعي الاجتماعي في منطقة القطيف.
- إشاعة روح الثقافة بين المبدعين والمهتمين في المجتمع.
- مع تنمية شباب القطيف ودعمهم للوصول للساحة الثقافية الفنية.

## المبادرات
يُنظّم المركز عدّة مبادرات ومعارض محلية وعربية متنوعة ومختلفة، منها:
| المُبادرة                                                                | التاريخ          | المكان                            | الوصف | مرجع              |
| ----------------------------------------------------------------------- | ---------------- | --------------------------------- | --- | ----------------- |
| مسابقة الواعدين والواعدات بالمنطقة الشرقية                              | 31 أكتوبر، 2010م | القطيف، قاعة إبداع للفنون بالقطيف | شارك في المسابقة في عامها السابع 34 فنان وفنانة تشكيلية يشاركون في 60 عملاً فنّيَّاً تتراوح بين الواقعية والسريالية والتجريدية. | [ 3 ] [ 7 ] [ 8 ] |
| مركز موهبة بالقطيف                                                      | 25 يناير، 2014م  | القطيف                            | | [ 3 ] [ 9 ]       |
| لوحة المحبة والسلام العالمية                                            | 2005م            | عالميَّاً                            | | [ 3 ]             |
| مهرجان صيف القطيف                                                       | 2006م            | القطيف                            | | [ 3 ]             |
| ملتقى تواصل الثقافي العربي                                              | 2008م            | عالميَّاً                            | | [ 3 ]             |
| منتدى إبداع الثقافي                                                     | 2009م            | القطيف                            | | [ 3 ]             |
| مركز موهبة للتدريب والتطوير                                             | 2013م            | القطيف                            | | [ 3 ]             |
| معرض فنانين المنطقة الشرقية بمجمع الراشد بالخبر – المشاركين 30          | 2009م            |                                   | شارك من المجموعة 30 عضواً                                                                                                   |                   |
| ملتقى المحبة والسلام بالشارقة – المشاركين 25                            | 2009م            |                                   | شارك من المجموعة 25 عضواً                                                                                                   |                   |
| معرض الواعدين والواعدات بالقطيف – المشاركين 45                          | 2009م            |                                   | شارك من المجموعة 45 عضواً                                                                                                   |                   |
| مهرجان العيد الوطني بالقطيف – المشاركين 30                              | 2009م            |                                   | شارك من المجموعة 30 عضواً                                                                                                   |                   |
| مهرجان صيف القطيف – 23 فعالية – المشاركين 50                            | 2009م            |                                   | شارك من المجموعة 50 عضواً                                                                                                   |                   |
| معرض صور من أمريكا                                                      | 2009م            |                                   | |                   |
| معرض أعلام السلام بفرنسا – 1 مشارك                                      | 2009م            |                                   | شارك من المجموعة عضوُ |                   |
| مؤتمر جمعية التاريخ الخليجية بأبو ظبي – المشاركين 2                     | 2009م            |                                   | شارك من المجموعة عضوان |                   |
| ملتقى المحبة والسلام بالخبر                                             | 2009م            |                                   | شارك من المجموعة 15 عضواً                                                                                                   |                   |
| مهرجان الفنون بالقطيف                                                   | 2009م            |                                   | شارك من المجموعة 40 عضواً                                                                                                   |                   |
| ملتقى المحبة والسلام بالدوحة – مركز إبداع الفتاة                        | 2009م            |                                   | شارك من المجموعة 12 عضواً                                                                                                   |                   |
| معرض جمعية مرضى السرطان بالخبر                                          | 2009م            |                                   | شارك من المجموعة 25 عضواً                                                                                                   |                   |
| ملتقى تواصل التشكيلي العربي                                             | 2009م            |                                   | شارك من المجموعة 25 عضواً                                                                                                   |                   |
| ملتقى الفنانين العرب بحائل                                              | 2009م            |                                   | شارك من المجموعة 3 أعضاء                                                                                                   |                   |
| ملتقى السياحة والسفر بالرياض                                            | 2009م            |                                   | شارك من المجموعة 10 أعضاء                                                                                                  |                   |
| ملتقى الفنانين العرب بالرياض                                            | 2009م            |                                   | شارك من المجموعة عضوان |                   |
| معرض جمعية سند للأطفال مرضى السرطان بالخبر – المشاركين 35               | 2009م            |                                   | شارك من المجموعة 35 عضواً                                                                                                   |                   |
| ملتقى إبداع الثقافي بدولة الإمارات العربية المتحدة – المشاركين 15 فنانة | 2009م            |                                   | شارك من المجموعة 15 عضواً                                                                                                   |                   |
| مهرجان وملتقى الرواد المبدعين العرب – 1 مشارك                           | 2009م            |                                   | شارك من المجموعة عضوُ |                   |
| مهرجان الدوخلة الخامس – المشاركين 45                                    | 2009م            |                                   | شارك من المجموعة 45 عضواً                                                                                                   |                   |
| المرسم الحسيني بالربيعية – المشاركين 8                                  | 2009م            |                                   | شارك من المجموعة 8 أعضاء                                                                                                   |                   |
| مهرجان عيد الغدير بالعوامية – المشاركين 31                              | 2009م            |                                   | شارك من المجموعة 31 عضواً                                                                                                   |                   |
| المرسم الحسيني بالبحرين – المشاركين 4                                   | 2009م            |                                   | شارك من المجموعة 4 أعضاء                                                                                                   |                   |
| المرسم الحسيني بالعوامية – المشاركين 8                                  | 2009م            |                                   | شارك من المجموعة 8 أعضاء                                                                                                   |                   |
| أمسية الرياضيات والجمال                                                 | 13 مايو، 2017م   |                                   | | [ 10 ]            |

## الجوائز
حصد مركز إبداع للفنون بمحافظة القطيف العديد من الجوائز وشهادات الشكر والتقدير من المؤسسات الرسمية والأهلية في المملكة العربية السعودية والعالم العربي والدولي. وقد كُرّمت الجماعة وأعضاءها في العديد من المحافل المحلية والعربية والدولية:
- تكريم الفنان عبد العظيم الضامن في جمعية الإمارات للفنون التشكيلية .
- تكريم جماعة إبداع في مركز إبداع الفتاة بدولة قطر .
- تكريم جماعة إبداع في مهرجان عيد الغدير بالعوامية .
- ترشيح الفنان عبد العظيم الضامن لجائزة حرية الإبداع العلمية .
- ترشيح الفنان عبد العظيم الضامن المنسق العام للجهاز السياحي بالمنطقة الشرقية لمحافظة القطيف .
- خطاب شكر وتقدير لمركز إبداع من سعادة وكيل أمارة المنطقة الشرقية .
- ترشيح الفنان عبد العظيم الضامن مستشار المنظمة الدولية ( فنانون عبر الحدود ) بفرنسا، ممثلاً للمملكة العربية السعودية .
- تكريم الفنان عبد العظيم الضامن في مهرجان وملتقى الرواد العرب برعاية جلالة الملك عبد الله الثاني وجامعة الدول العربية ووزارة الثقافة الأردنية.
- تكريم من مهرجان الدوخلة الخامس بسنابس.
- تكريم جماعة إبداع في جامعة الشارقة.
- تكريم جماعة إبداع في قناة القصباء بالشارقة.
- تكريم جماعة إبداع في جمعية الإمارات للفنون التشكيلية.
- تكريم جماعة إبداع في مركز قطر للعمل التطوعي.
- تكريم الفنان عبد العظيم الضامن في المؤتمر الدولي لجمعية مرضى السرطان بالخبر.
- شهادة تقدير للجماعة من قيادة حرس الحدود بالمنطقة الشرقية.
- شهادة تقدير للجماعة من مدير عام شرطة محافظة القطيف.

## وصلات خارجية
- مثقفون يطالبون بمراكز في المدن لشغل وقت الشباب على صحيفة اليوم.